# 卷边球兰
卷边球兰（学名：Hoya revolubilis）为夹竹桃科球兰属的植物，为中国的特有植物。分布在中国大陆的云南等地，常生于山地密林中及树上，目前尚未由人工引种栽培。